# Trumpchi M8
Trumpchi M8 (до 2021 года — GM8, на внешних рынках — GAC GN8) — минивэн, с 2017 года выпускаемый компанией GAC Group под брендом Trumpchi.

## Первое поколение
Модель была представлена в 2017 году на автосалоне в Гуанчжоу. На домашнем рынке модель появилась в первом квартале 2018 года.
На момент запуска GM8 являлся самым большим легковым автомобилем, когда-либо созданным компанией GAC Group, что делало его флагманом.
Оснащается 2,0-литровым бензиновым турбодвигателем мощностью 252 л. с. с 6-ступенчатой коробкой передач Aisin с двойным сцеплением.
В начале 2020 года выпустила более шикарную[уточнить] и удлинённую за счёт заднего свеса на 23 мм до 5156 мм версию получившую название Master Edition.
В 2021 году название сменилось GM8 на M8 и был произведён рестайлинг, двигатель остался тем же, но коробка передач заменена на 8-ступенчатую.
По состоянию на лето 2022 года цена первого поколения на рынке Китая составляет от 179 800 юаней до 369 800 юаней (1,57 — 3,23 млн рублей).

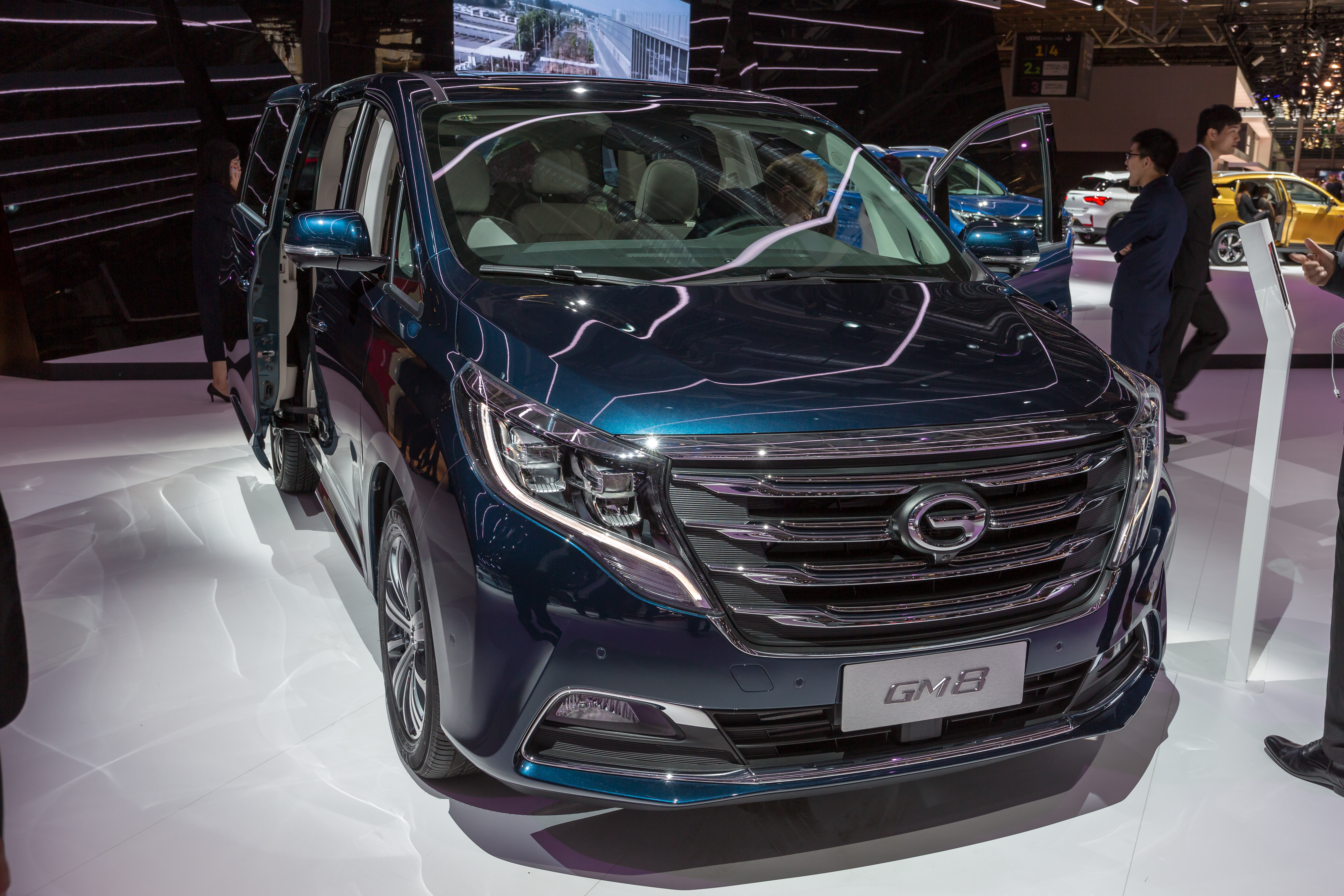
2017-2021 год
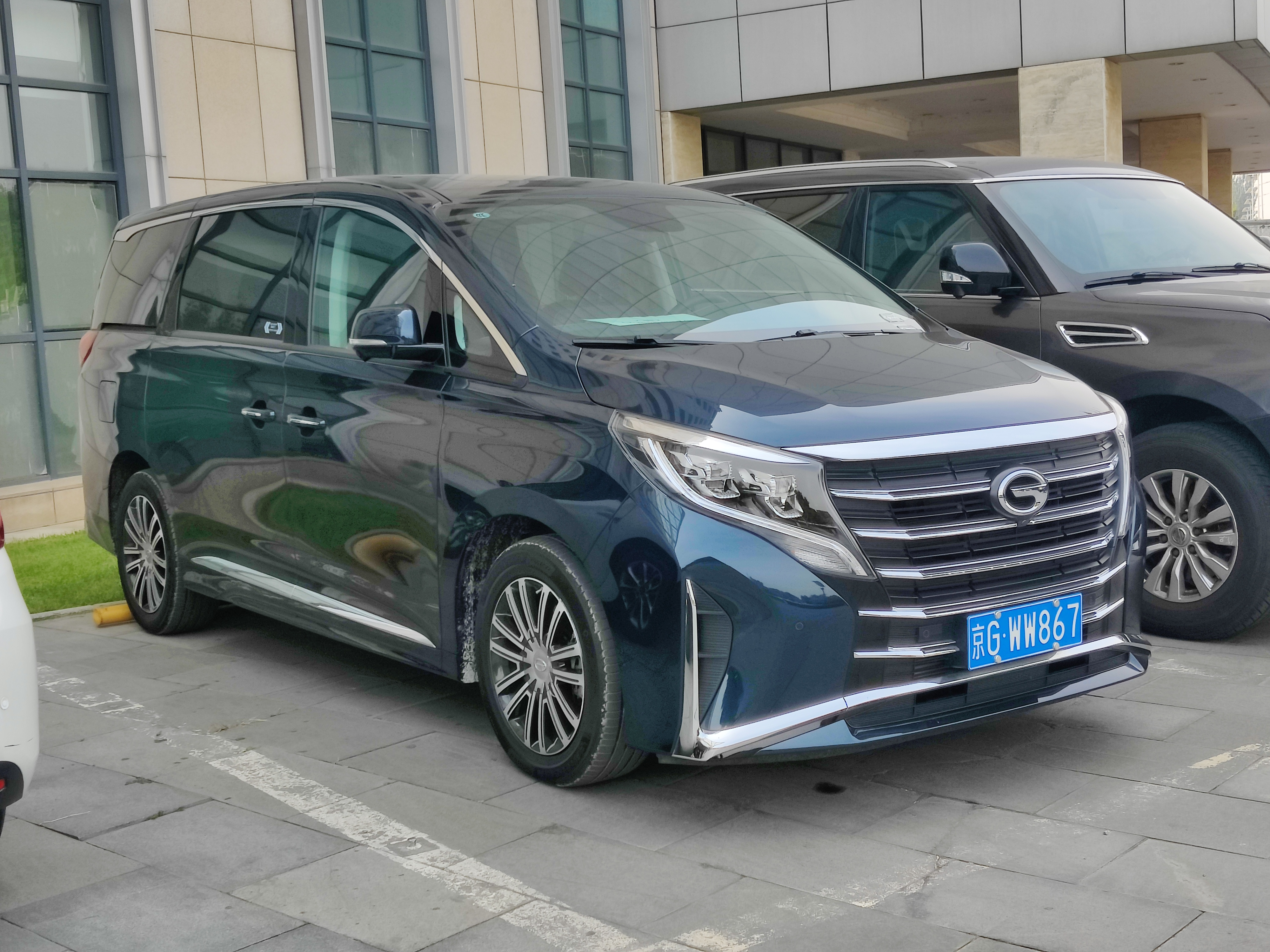
после рестайлинга 2021 года
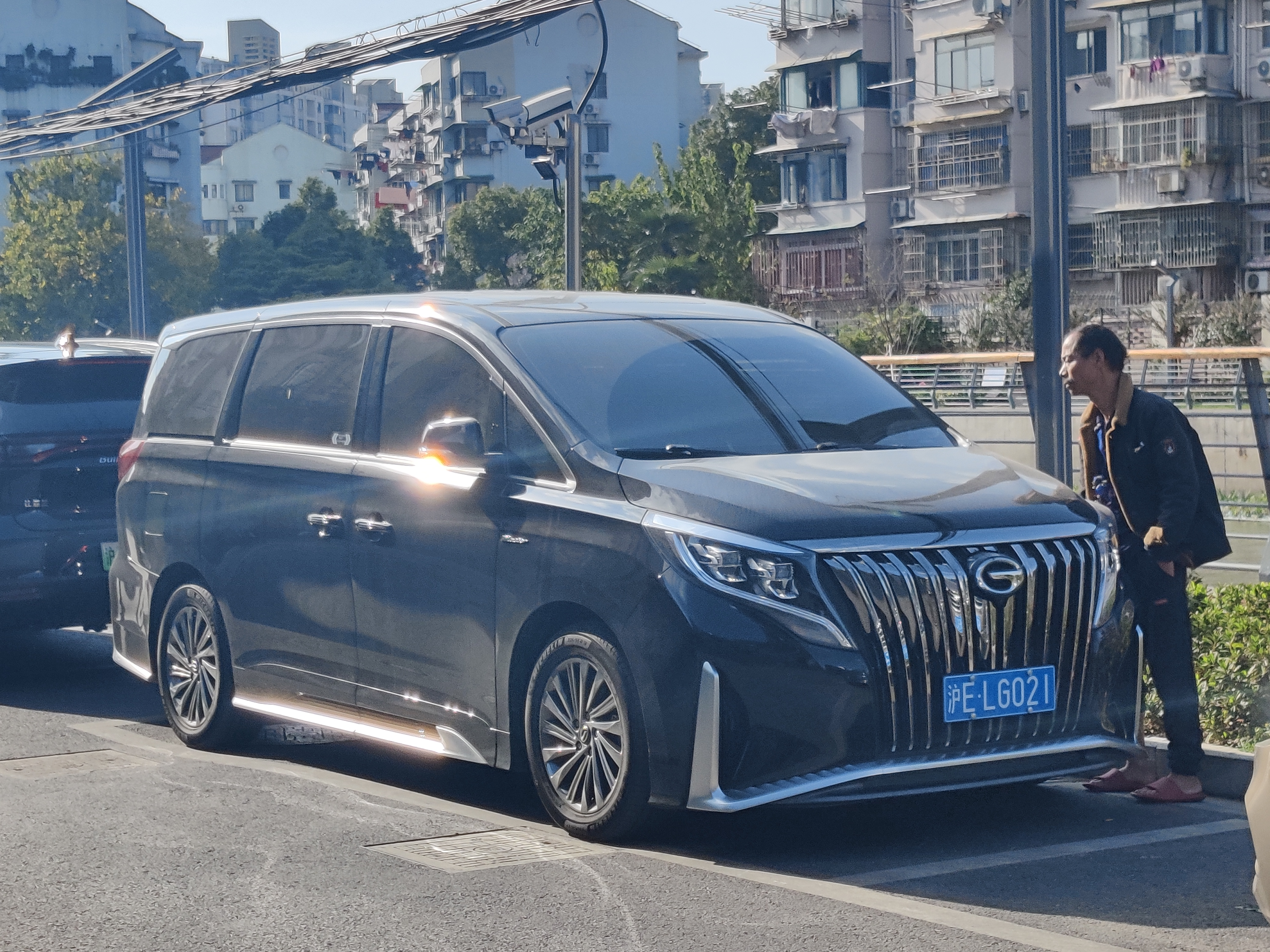
версия Master Edition, с 2020 года

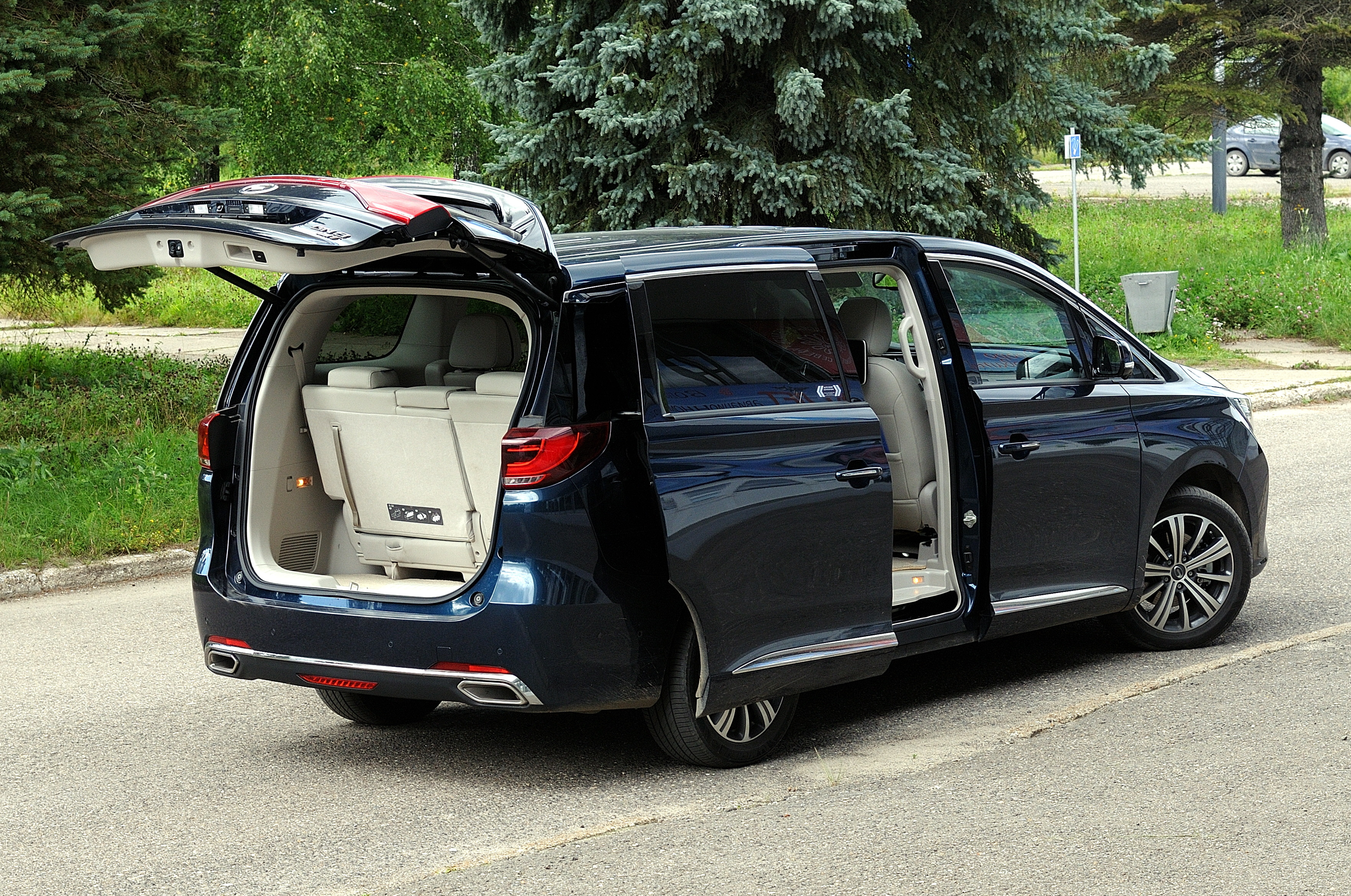
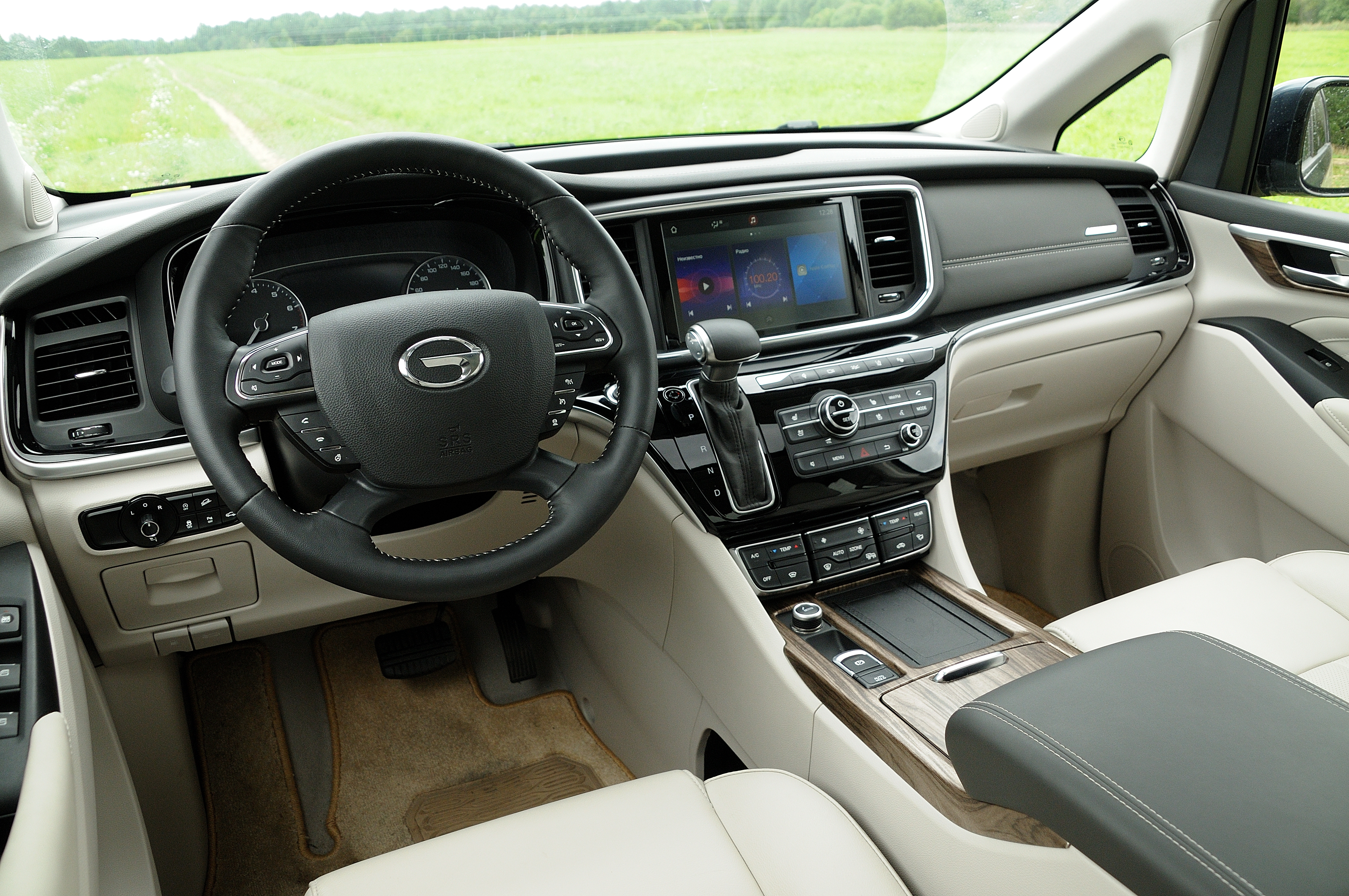
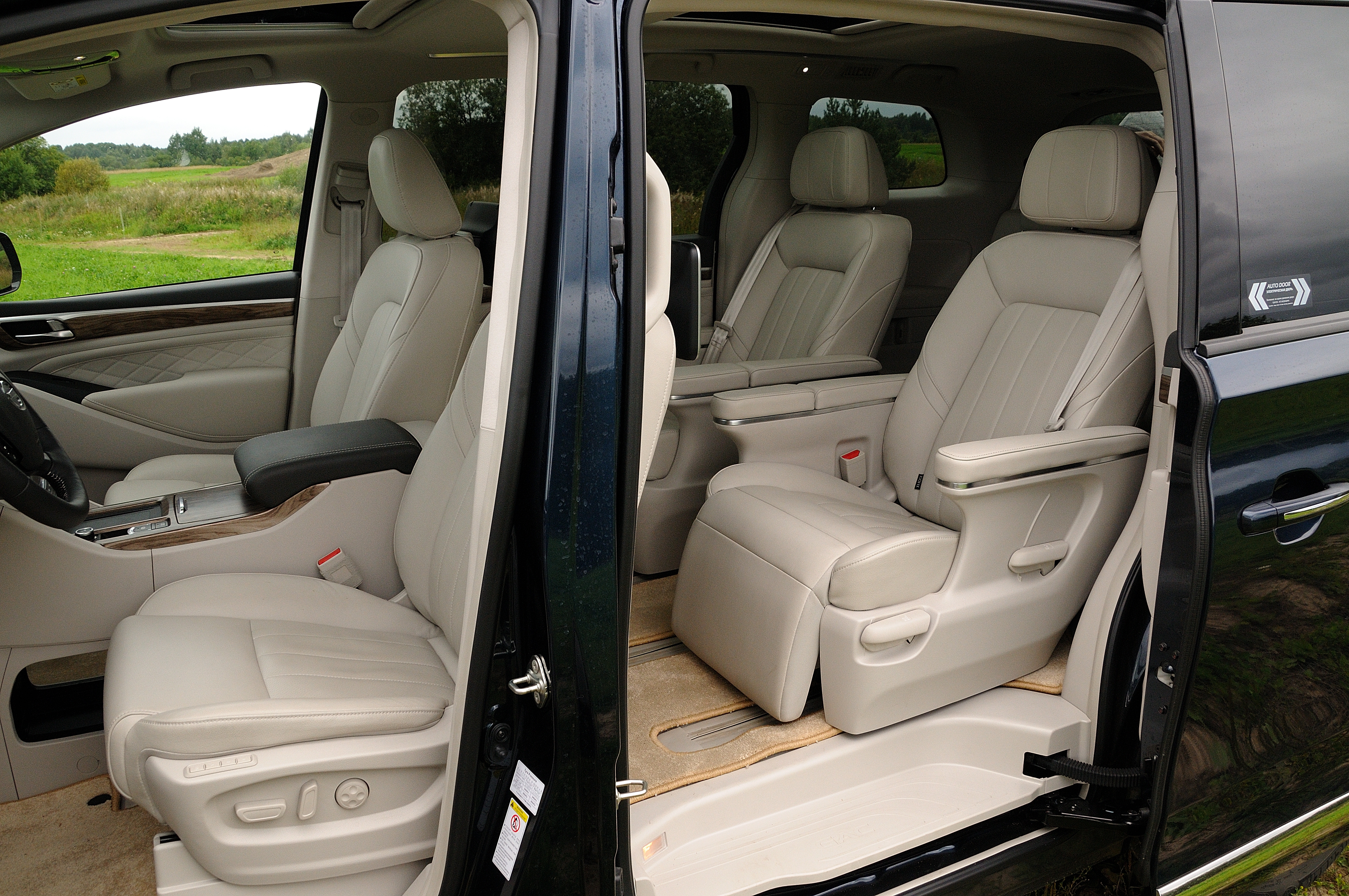

## Второе поколение
Второе поколение Trumpchi M8 представлено в августе 2022 года, начало продаж ожидается в четвёртом квартале 2022 года.
Внешне от первого поколения отличается радиаторной решёткой и новой оптикой. Минивэн стал крупнее: колёсная база растянута на 70 мм (до 3070 мм), длина увеличилась с 5066 мм до 5193 мм, а в удлинённой версии — 5212 мм, в ширину прибавил 9 мм (до 1893 мм), высота не изменилась.
Базовый силовой агрегат прежний — бензиновый турбомотор объёмом 2.0 литра мощностью 252 л. с., с 8-ступенчатым «автоматом» Aisin.
Однако теперь, как и у кроссовера GS8, стала доступна ещё и гибридная силовая установка — с тем же бензиновым турбодвигателем, но адаптированным для работы по экономичному циклу Аткинсона, что снизило мощность до 190 л. с., работающим в паре с дополнительным электромотором мощностью 181 л. с., и вместо коробки передач — с лицензированным электромеханическим вариатором Toyota.

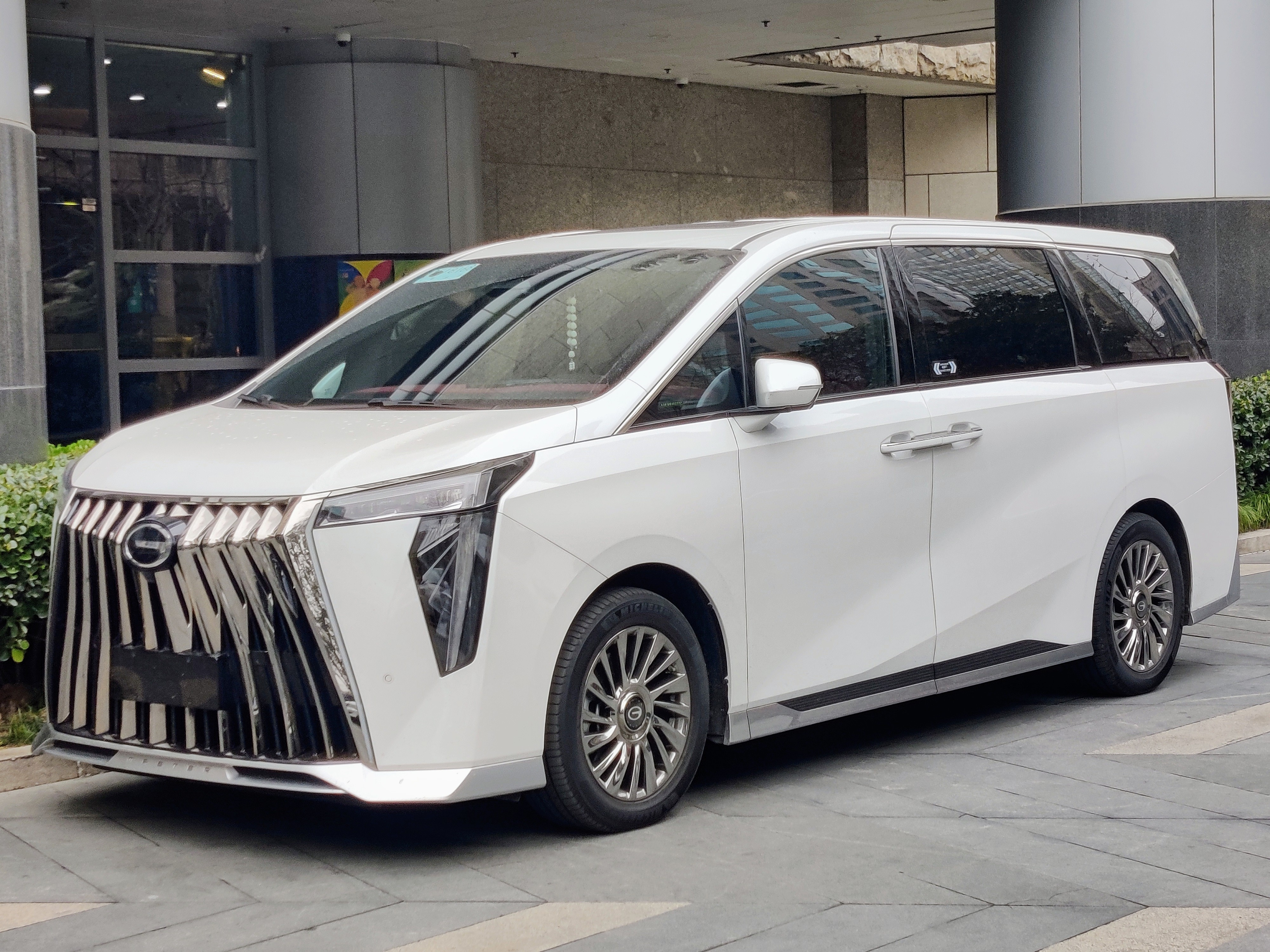
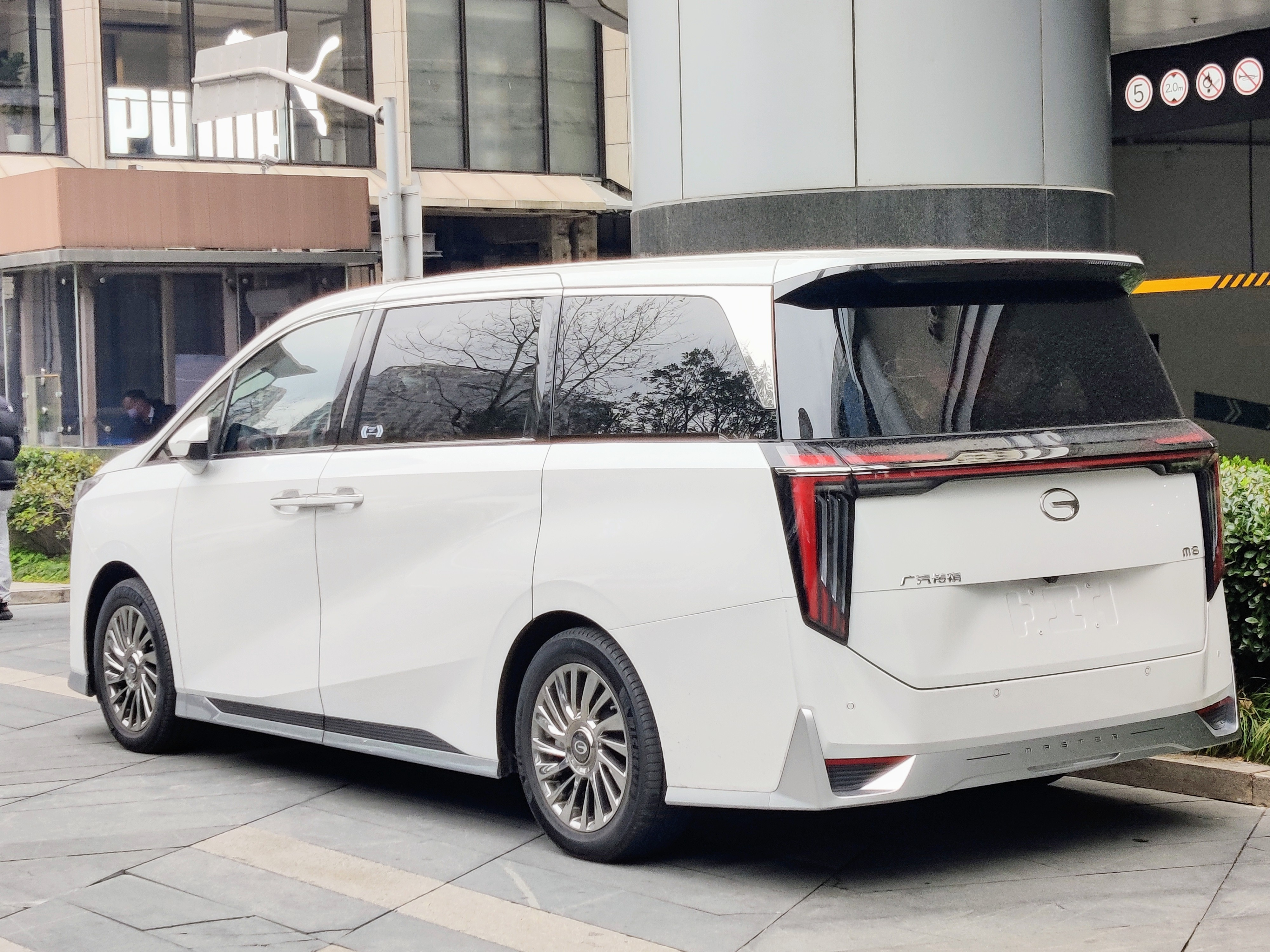

### Trumpchi E9
Trumpchi E9 был запущен в производство в 2023 году. Представляет собой гибридный автомобиль на базе Trumpchi M8. Масса составляет 2420 кг. В движение автомобиль приводится 2,0-литровым рядным четырёхцилиндровым бензиновым двигателем с турбонаддувом мощностью 188 л. с. и крутящим моментом 330 Н⋅м, который сочетается с электродвигателем мощностью 180 л. с. и крутящим моментом 300 Н⋅м. Двигатели сочетаются с трансмиссией DHT. Суммарная мощность составляет 367 л. с., а суммарный крутящий момент — 630 Н⋅м. Это обеспечивает время разгона до 100 км/ч за 8,8 секунды. Также существует комплектация Master.

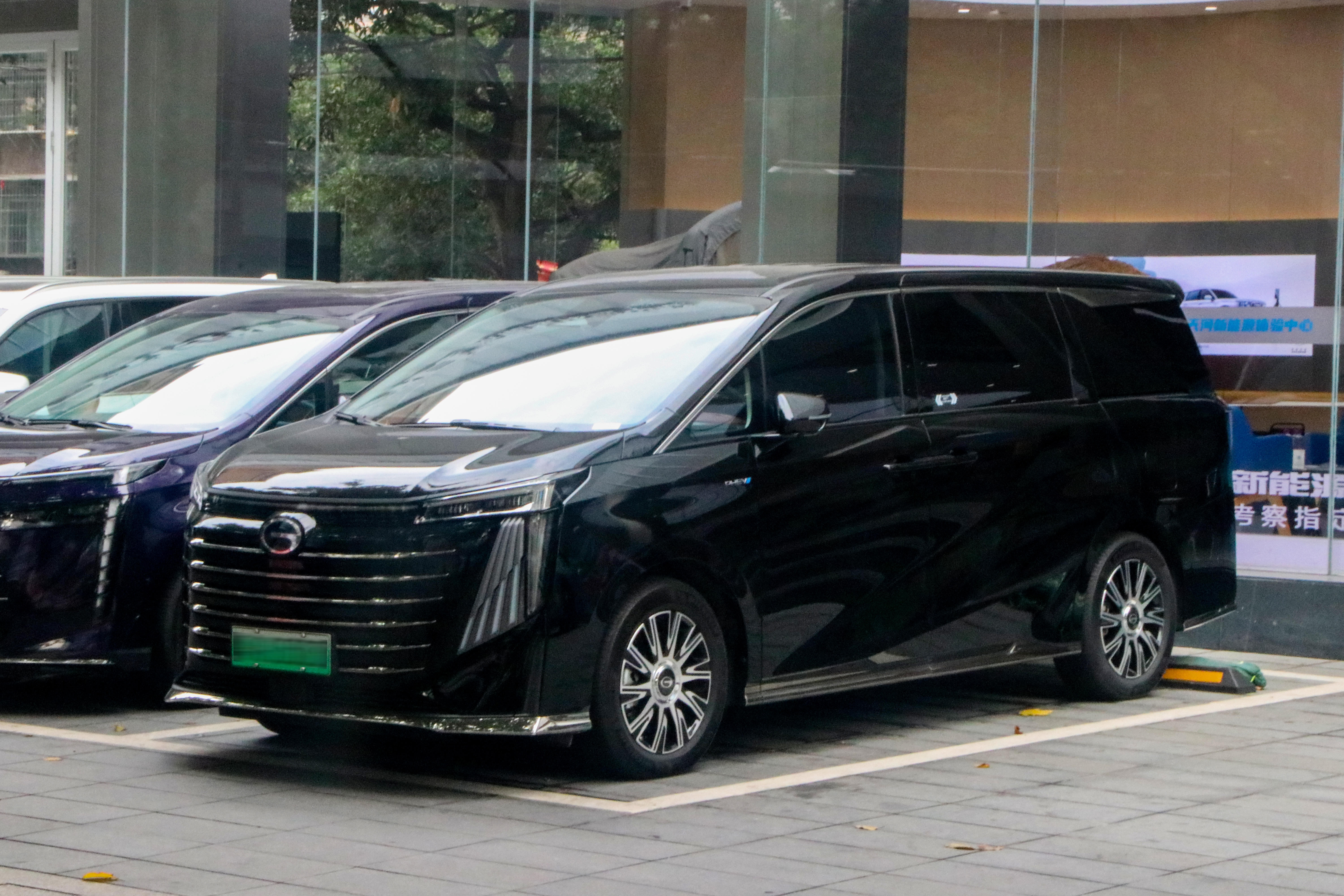
E9 Pro
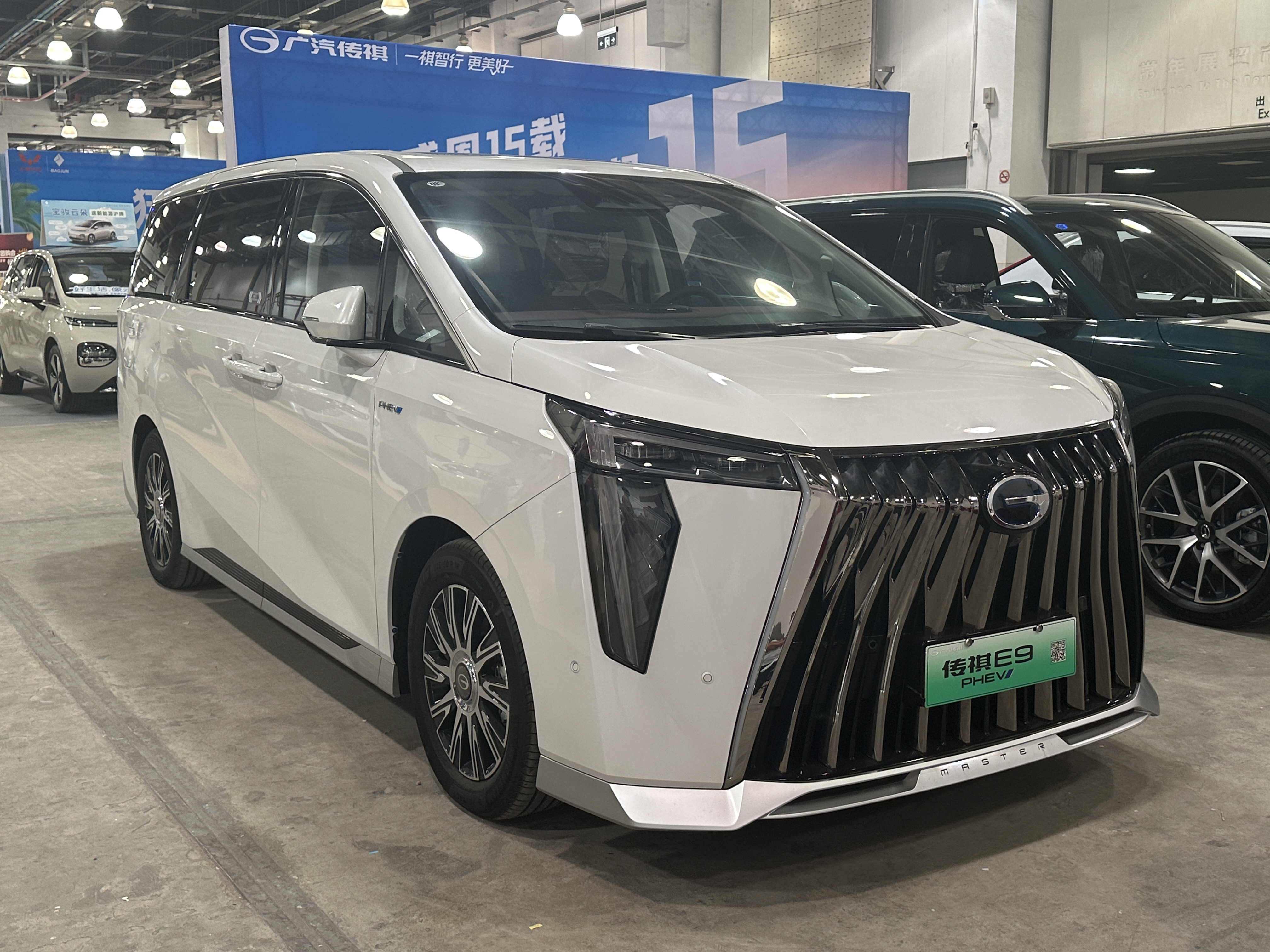
E9 Master Edition

## Продажи

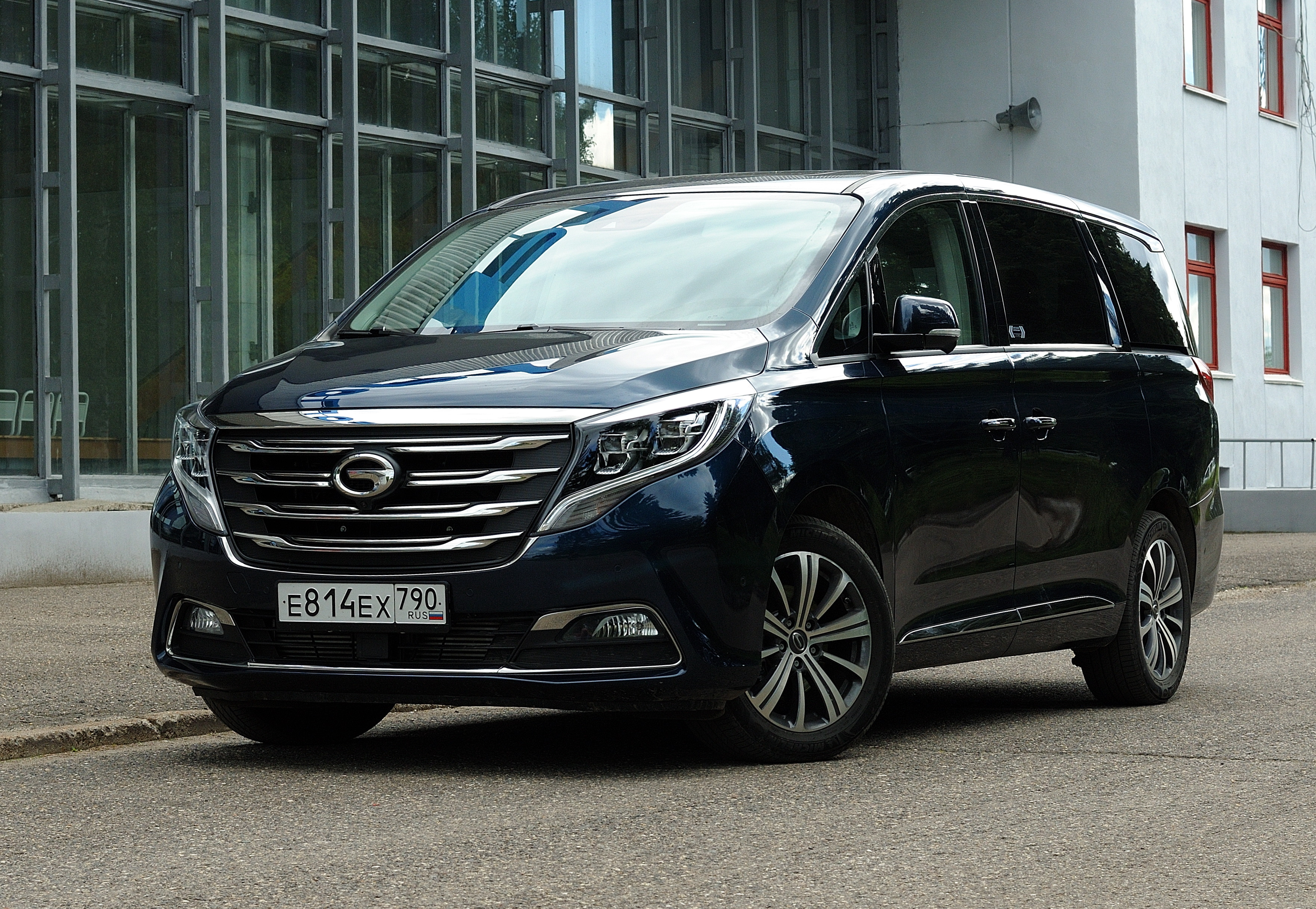
GAC GN8, до рестайлинга 2021 года

На рынке Китая модель стабильно входит в тройку самых продаваемых моделей в сегменте минивэнов, так за девять месяцев 2022 года продано 40 380 единиц — второе место — между Honda Odyssey с результатом в 30 815 единиц, и лидером сегмента Buick GL8 с результатом в 70 247 единиц.
На рынок Европы, хотя модель была показана на Парижском автосалоне в октябре 2018 года, минивэн он так и не вышел.

### На рынке России
В 2021 году модель появилась в России — под именем GAC GN8. За 11 месяцев 2021 года, при практически отстутствии рекламы, удалось реализовать 807 автомобилей. С начала 2022 года доступна версия в рестайлинге 2021 года.
На август 2022 года цена составляла от 3 399 000 до 4 199 000 рублей, что, например, дешевле популярного на рынке одноклассника Toyota Alphard (от 4 514 000 руб.), но на полмиллиона дороже Hyundai H-1.